# Anyrecover
Anyrecover(エニーリカバリー)は、Windows、Macintoshで動作するPCデータ復旧・復元ソフトである。ソフトウェアメーカーのiMyFone Technology (アイマイフォンテクノロジー) が開発、販売している。

## 特徴
- 誤って削除、データが壊れた、初期化してしまった、紛失・破損、RAW、ウイルス感染等の、データ復旧・復元を行うフリーソフト、シェアソフト[1][信頼性要検証]

## プラットフォーム
- Windows 7/8/10
- Mac OS X 10.9 - 10.15

### 利用対象
- PC/ノートパソコン
- SSD
- 内蔵HDD
- 外付けHDD
- メモリカード
- Microカード
- SDカード
- デジタルカメラ
- USBフラッシュドライブ

### 対応可能メディア
- ドキュメント：DOC / DOCX、XLS / XLSX、PPT / PPTX、PDF、CWK、HTML / HTM、INDD、EPS
- グラフ：JPG / JPEG、PNG、GIF、TIFF / TIF、BMP、PSD、CRW、CR2、NEF、ORF、RAF、SR2、MRW、DCR、WMF、DNG、ERF、RAW
- ビデオ：AVI、MOV、MP4、M4V、WMV、3GP、3G2、MKV、ASF、FLV、SWF、MPG、RM / RMVB、MPEG
- オーディオ：AIF / AIFF、M4A、MP3、WAV、WMA、APE、MID / MIDI、OGG、AAC、RealAudio、VQF
- 電子メール：PST、DBX、EMLX
- その他：アーカイブ（ZIP、RAR、SIT、ISOなど）、exe、html、SITX